# انتخابات ریاست‌جمهوری ترکمنستان (۲۰۲۲)
انتخابات ریاست‌جمهوری ترکمنستان در ۱۲ مارس ۲۰۲۲ برگزار شد. این انتخابات پس از آن برگزار شد که قربانقلی بردی محمدوف، رئیس‌جمهور فعلی ترکمنستان، قصد استعفای خود را اعلام کرد. حزب دمکرات که از زمان استقلال از اتحاد جماهیر شوروی بر کشور حکومت می‌کند، سردار بردی محمدوف، پسر بردی محمدوف را به عنوان نامزد وی انتخاب کرد. بردی محمدوف در انتخاباتی که بسیاری از ناظران بین‌المللی آن را نه آزاد و نه عادلانه برآورد کردند، با ۷۲/۹۷ درصد آرا پیروز شد.

## زمینه
تاکنون هیچ انتخاباتی در ترکمنستان آزاد و عادلانه برگزار نشده‌است. انتخابات ۲۰۲۲در شرایطی استبدادی برگزار گردید. این کشور در برآوردها یک دیکتاتوری توتالیتر تحت حاکمیت صفرمرات نیازوف و قربانقلی بردی محمدوف توصیف شده‌است. زیرا در این کشور حزب دمکرات ترکمنستان به عنوان تنها نیروی مشروع در نظر گرفته شده‌است و احزاب دیگری که پس از ۲۰۱۲ تأسیس شده‌اند تا در ظاهر یک سیستم چند حزبی را نمایندگی کنند. بگونه‌ای است که اکنون همه این احزاب قانونی از دولت حمایت می‌کنند.
در ۲۰۱۲، قانون اساسی ترکمنستان برای تمدید دوره ریاست‌جمهوری از پنج سال به هفت سال و حذف محدودیت سنی ۷۰ سال برای برگزیدن ریاست‌جمهوری اصلاح گردید. در واقع این تلاشی بود تا به قربانقلی بردی محمدوف، رئیس‌جمهور فعلی اجازه دهد در سمت خود باقی بماند. با وجود این، او تنها با گذشت پنج سال از دوره هفت ساله‌اش، استعفای خود را اعلام نمود. در ۱۲ فوریه ۲۰۲۲، مجلس ملی ترکمنستان با تصویب اصل ۸۱ قانون اساسی، زمان برگزاری انتخابات را برای ۱۲ مارس تعیین کرد. و به این ترتیب پسر رئیس‌جمهور، سردار بردی محمدوف، جانشین پدرش شد.

## نظام انتخاباتی
رئیس‌جمهور ترکمنستان با استفاده از سیستم دو مرحله‌ای برای یک دوره هفت ساله انتخاب می‌شود. حداقل سن برای یک نامزد ریاست‌جمهوری ۴۰ سال است.